# 蒙布拉
蒙布拉（法語：Montbras，法語發音：[mɔ̃bʁa]）是法国默兹省的一个市镇，位于该省东南部，属于科梅尔西区。

## 地理
蒙布拉（48°31'41"N, 5°41'38"E）面积5.4 平方千米，位于法国大東部大區默兹省，该省份为法国西北部内陆省份，北与比利时接壤，西接马恩省和阿登省，南至上马恩省和孚日省，东临默尔特-摩泽尔省。
与蒙布拉接壤的市镇（或旧市镇、城区）包括：比雷拉科特、尚普尼、帕尼拉布朗什科特、索维尼、塔扬库尔。

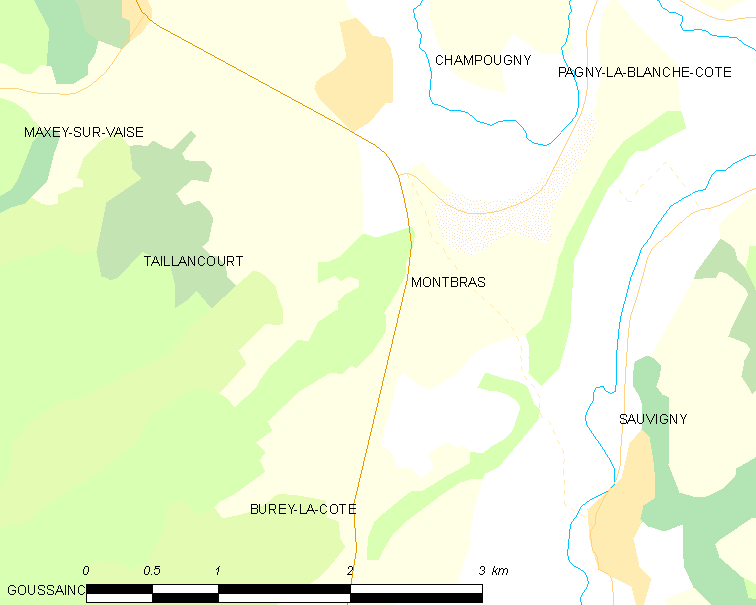
蒙布拉的OSM定位图

蒙布拉的时区为UTC+01:00、UTC+02:00（夏令时）。

## 行政
蒙布拉的邮政编码为55140，INSEE市镇编码为55344。

## 政治
蒙布拉所属的省级选区为沃库勒尔县。

## 人口

1962-2008年间蒙布拉人口变化图示

蒙布拉于2022年1月1日时的人口数量为21人。